# Shelly Park
Shelly Park est une banlieue située au sud-est de la cité d’Auckland, dans l’île du Nord de la Nouvelle-Zélande. 

## Gouvernance
La banlieue est située dans le ward de Howick (en), une des 13 divisions électorales du Conseil d’Auckland.

## Toponymie
Elle est nommée d’après la plage du même nom.

## Activité
Le « Shelly Park Cruising Club (SPCC) » est un club de voile situé sur cette plage, qui offre un stockage au sec pour les bateaux à voiles avec un point d’accès à l’estuaire, où les bateaux sont amarrés.

## Situation
La banlieue est située au sud-est de la cité d’Auckland .

## Municipalités limitrophes
La plage marque aussi la fin d’un chemin de marche dans la nature au niveau de « Mangemangeroa Reserve » , qui circule à partir de là en direction de ‘Somerville Road’.

## Démographie
Shelly Park avait une population de 2 850 résidents lors du recensement de 2018 en Nouvelle-Zélande, en augmentation de 39 personnes (soit 1,4  %) depuis lde recensement de 2013 en Nouvelle-Zélande, et une augmentation de 90 personnes (soit 3,3 %) depuis le recensement de 2006 en Nouvelle-Zélande. 
Il y avait 933 logements avec 1 392 hommes et 1 458 femmes, ce qui donne un sexe-ratio de 0,95 homme pour une femme.
L’âge médian était de 40,6 ans, avec 552 personnes (soit 19,4 %) âgées de moins de 15 ans, 543 personnes (soit 19,1 %) âgées de 15 à 29 ans, 1 350 personnes (soit 47,4 %) âgées de 30 à 64 ans, et 405 personnes (soit 14,2 %) âgées de 65 ans ou plus.
L’ethnicité était pour 78,9 % européens/Pākehā, 4,8 % Māori, 2,3 % personnes d’origine du Pacifique, 17,9 % asiatiques, et 1,8 % d’autres ethnicités (le total peut être supérieur à 100 % dans la mesure où les personnes peuvent s’identifier de multiples ethnicités selon leur ascendance).
La proportion de personnes nées outre-mer était de 44,3 %, à comparer aux 27,1 % au niveau national.
Bien que certaines personnes refusent de donner leur religion, 47,2 % disent ne pas avoir de religion, 40,6 % sont chrétiens, 1,4 % étaient hindoues, 0,5 % étaient musulmans, 0,9 % étaient bouddhistes et 2,9 % avaient une autre religion.
Parmi ceux qui ont au moins 15 ans d’âge, 678 personnnes (29,5 %) ont une licence  ou ont un degré supérieur et 219 personnes (9,5 %) n’ont aucune qualification formelle. 
Les revenus médians étaient de 42,600 $. 
Le statut de l’emploi de ceux de plus de 15 ans, était pour 1 227 personnes (53,4 %) un emploi à plein temps, était pour 348 personnes (15,1%) un temps partiel et 75 personnes (3,3 %) étaient sans emploi.

## Enseignement
- L’école « Shelly Park Primary School » est une école contribuant au primaire, mixte, allant de l’année 1 à 6, avec un effectif de 408 élèves[2].

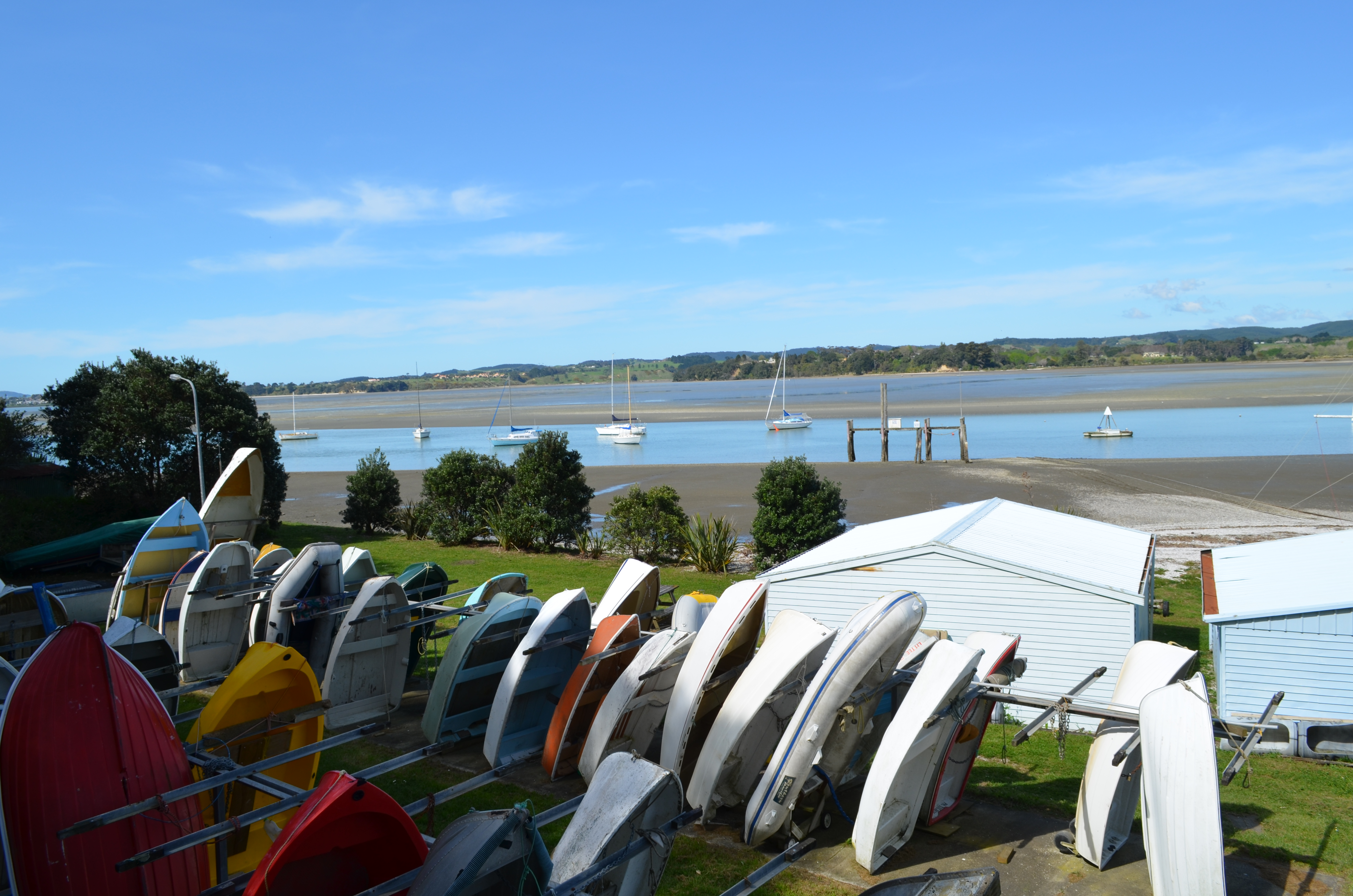
Plage de Shelly Park Beach et le Yacht Club
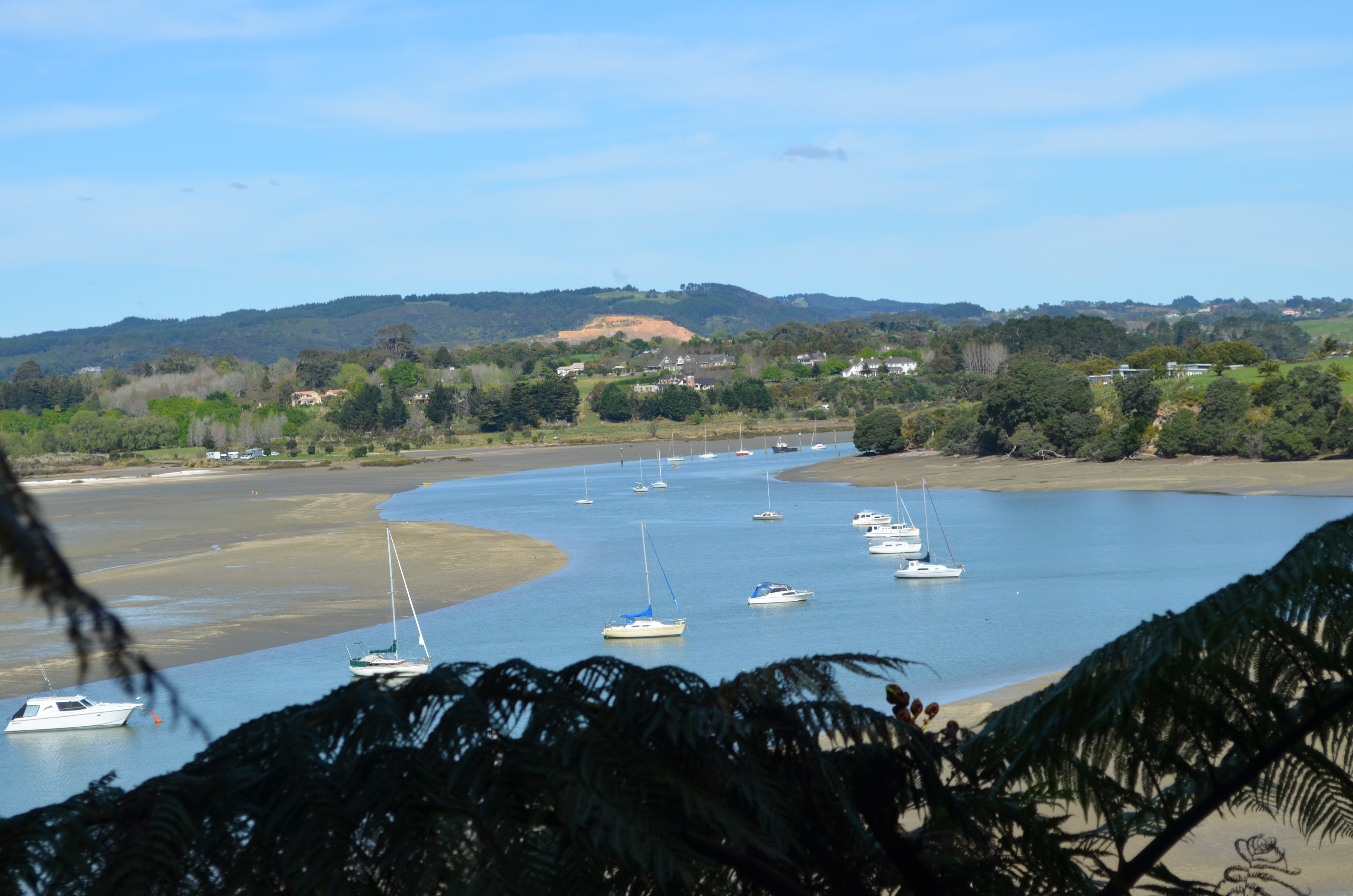
Estuaire de Shelly Park